# Coopérative U
Coopérative U — французский кооператив ритейлеров со штаб-квартирой в Рёнжи (пригород Парижа).
С долей рынка 10,8 % по состоянию на март 2018 является пятой по величине торговой сетью Франции — после E.Leclerc, Carrefour, Groupe Casino и Intermarché.

## История
Старейший предшественник был основан в 1894 году, им было объединение небольших магазинов для совместных закупок, названное Pain Quotidien (с фр. — «Ежедневный хлеб»). В 1920 году он стал частью Fédération française des sociétés d’achats en commun (Французской федерации обществ совместных закупок). В 1928 году федерация ввела собственную торговую марку, Unico, под которой производители выпускали продукцию специально для её членов. С 1958 года Unico стало названием магазинов, входивших в федерацию. В 1975 году открылся первый супермаркет Super U. В 1983 году федерация стала называться Système U. В 1989 году был открыт первый гипермаркет Hyper U. В 2008 году начала развиваться сеть формата магазин у дома U Express. В 2016 году создана собственная логистическая компания U Log. В 2017 году Système U была реорганизована в Coopérative U Enseigne, объединивший центральный кооператив и 4 региональных.
В мае 2024 года название Système U было изменено на Coopérative U.

## Деятельность
В 2023 году выручка магазинов кооператива составила 33,18 млрд евро (25,89 млрд евро без учёта продаж горючего). Годовой рост выручки составил 7,2 % (при продовольственной инфляции 12 %).
По состоянию на 2023 год кооператив объединял 1726 магазинов:
- 66 гипермаркетов Hyper U (оборот 3,9 млрд евро без горючего);
- 764 супермаркетов Super U (оборот 18,2 млрд евро без горючего);
- 430 городских магазинов шаговой доступности U express (2,9 млрд евро);
- 466 сельских магазинов шаговой доступности Utile (887 млн евро);
- 959 точек CoursesU.com (1,2 млрд евро).